# Mychajło Syrota
Mychajło Dmytrowycz Syrota, ukr. Михайло Дмитрович Сирота (ur. 17 lipca 1956 w Czerkasach, zm. 25 sierpnia 2008 w Uzynie) – ukraiński polityk, inżynier budownictwa, kandydat nauk technicznych, parlamentarzysta.

## Życiorys
W 1980 ukończył inżynierię budownictwa w instytucie technologiczny w Czerkasach. Po studiach rozpoczął pracę na macierzystej uczelni, zajmował stanowisko docenta. Pełnił funkcję dziekana, a od 1990 do 1994 był prorektorem tej uczelni. W 1985 uzyskał stopień kandydata nauk technicznych. Opublikował około 30 prac naukowych.
W 1994 został posłem do Rady Najwyższej. Należał do twórców ukraińskiej konstytucji z 1996, był głównym autorem jej projektu i inicjatorem jego przegłosowania (określano go następnie „ojcem” ukraińskiej konstytucji). W 1998 po raz drugi uzyskał mandat deputowanego (z ramienia NDP), rok później stanął na czele Partii Pracy Ukrainy.
Od 2002 znajdował się poza parlamentem. Powrócił do Rady Najwyższej po przedterminowych wyborach w 2007, kandydując z listy Bloku Łytwyna. Zginął w wypadku drogowym w sierpniu 2008.